# سراوك (مقاطعة فامنين)
سراوك (بالفارسية: سراوک) هي قرية تقع في Khorram Dasht Rural District في إيران. يقدر عدد سكانها بـ 1,474 نسمة .